# Feldpredigerstein
La Feldpredigerstein (en allemand : Der Feldpredigerstein), connu également sous le nom de « Pfaffenstein » (littéralement « Pierre du Cureton »), est un mégalithe datant du Néolithique situé près de la commune de Gerbstedt, en Saxe-Anhalt (Allemagne).

## Situation
Le menhir est situé à environ 250 m au nord-est de Welfesholz, un quartier (Ortsteil) de Gerbstedt ; il se dresse au bord de la route L158 reliant Welfesholz à Gerbstedt.

## Description
Il s'agit d'un monolithe constitué de quartzite mesurant 1,45 m de hauteur pour 0,55 m de largeur ; il est enfoncé dans le sol sur environ 0,50 m de profondeur.